# Bodsjön (Haverö socken, Medelpad, 692405-146465)
Bodsjön är en sjö i Ånge kommun i Medelpad och ingår i Ljungans huvudavrinningsområde. Sjön har en area på 0,294 kvadratkilometer och ligger 319 meter över havet. Sjön avvattnas av vattendraget Norrån.

## Delavrinningsområde
Bodsjön ingår i det delavrinningsområde (692450-146504) som SMHI kallar för Utloppet av Bodsjön. Medelhöjden är 371 meter över havet och ytan är 3,24 kvadratkilometer. Det finns ett avrinningsområde uppströms, och räknas det in blir den ackumulerade arean 17,15 kvadratkilometer. Norrån som avvattnar avrinningsområdet har biflödesordning 2, vilket innebär att vattnet flödar genom totalt 2 vattendrag innan det når havet efter 156 kilometer. Avrinningsområdet består mestadels av skog (86 procent). Avrinningsområdet har 0,29 kvadratkilometer vattenytor vilket ger det en sjöprocent på 9 procent.